# 奥嬬恋温泉
奥嬬恋温泉（おくつまごいおんせん）は、群馬県吾妻郡嬬恋村（旧国上野国）にある温泉。

## 泉質
- ナトリウムカルシウム低張性温泉
  - 源泉温度42.3℃
  - 茶緑の褐色
  - 源泉名:葦乃湯

　高原台地でナトリウムカルシウム低張性温泉が湧出することは珍しい。

## 温泉街
嬬恋村内、干俣川と群馬県道・長野県道112号大前須坂線（新道）に挟まれた場所に1軒宿の「ふるさとの宿 干川旅館」が存在する。
建物はコンクリート2・3階建てである。

## 歴史
元は分校教員の越冬用や農産物買い付け業者のための民宿。
平成14年に温泉掘削、地下1,050メートルから湧出。

## アクセス
JR吾妻線万座・鹿沢口駅からタクシーで30分ほど。